# George Everest
Coronel Sir George Everest (Gwernvale, País de Gales, 4 de julho de 1790 — Londres, 1 de dezembro de 1866) foi um geógrafo, engenheiro cartógrafo e topógrafo galês. Ocupou o cargo de Engenheiro Cartógrafo Geral da Índia (Surveyor General of India) entre 1830 e 1843.
Seu sucessor, Andrew Scott Waugh, nomeou o Monte Everest em sua homenagem, devido aos seus estudos.

## Vida
Everest nasceu em Gwernvale Manor, perto de Crickhowell, em Powys, País de Gales. Após estudar numa academia militar, em Woolwich, onde se sobressaiu em Matemática, viajou para a Índia em 1806 como um cadete da artilharia. Quando chegou lá foi selecionado por Thomas Stamford Raffles para formar parte do reconhecimento de Java, entre 1814 e 1816.
Em 1818 começou a servir como assistente do Coronel Lambton, que havia dado início às medições trigonométricas do subcontinente em 1806, no chamado Great Trigonometrical Survey (Grande Levantamento Topográfico da Índia). Depois da morte de Lambton em 1823, tornou-se perito superintendente e em 1830 foi nomeado perito geral da Índia.
Foi o responsável por terminar o grande estudo cartográfico da Índia, ao longo do arco meridiano do sul indiano estendendo-se até o norte do Nepal, cobrindo uma distância de aproximadamente 2 400 quilômetros. Este estudo foi iniciado por William Lambton em 1806 e durou diversas décadas até sua conclusão.
Retirou-se em 1843, e foi viver na Inglaterra, onde chegou a ser membro da Royal Society. Tornou-se cavalheiro real em 1861 e em 1862 foi eleito vice-presidente da Royal Geographical Society. 
Morreu em Greenwich, um distrito de Londres, e foi enterrado em Hove, perto de Brighton. Sua sobrinha, Mary Everest, casou-se com o matemático George Boole.

## Nome do Monte Everest
George Everest não tinha ligação direta com a montanha que leva seu nome, que ele nunca viu. Ele foi, no entanto, responsável por contratar Andrew Scott Waugh, que fez as primeiras observações formais da montanha, e Radhanath Sikdar, que calculou sua altura. Antes de sua importância ser percebida, o Monte Everest era originalmente conhecido como Pico "B" e mais tarde como Pico XV. Em março de 1856, Waugh escreveu à Royal Geographical Society para anunciar que a montanha era considerada a mais alta do mundo, e propôs que fosse nomeada "em homenagem ao meu ilustre predecessor", pois era "sem nenhum nome local que possamos descobrir" - a "denominação nativa, se tiver qualquer um, provavelmente não será verificado antes de nos permitirmos penetrar no Nepal". Na verdade, havia vários nomes nativos entre nepaleses e tibetanos, mas essas áreas foram fechadas para os britânicos na época e as pessoas que moravam mais ao sul do Himalaia não tinham um nome específico para o pico. Na década após 1856, a proposta de Waugh foi amplamente debatida pela Royal Geographical Society e órgãos semelhantes. Outros estudiosos da Índia apresentaram nomes nativos que eles acreditavam estarem corretos, como "Deva-dhunga" de Brian Houghton Hodgson e "Gaurisankar" de Hermann Schlagintweit. O próprio Everest objetou que seu nome fosse usado, já que "o nativo da Índia" não podia pronunciá-lo e ele não podia ser escrito em hindi. No entanto, em 1865 a Royal Geographical Society oficialmente se estabeleceu no "Monte Everest" como o nome.